# Битва под Усвятом (1226)
Битва под Усвятом (1226) — битва между войсками князя новгородского и переяславль-залесского Ярослава Всеволодовича и литовскими князьями, закончившаяся поражением литовцев.

## История
После поражения смоленских князей в битве на Калке в 1223 году их военные возможности временно ослабли, чем попытались воспользоваться литовцы. Однако, участвовавшие летом 1223 года в походе против ордена меченосцев (под руководством Ярослава Всеволодовича) и не принимавшие участия в битве на Калке владимирские и новгородские войска сохранили боеспособность.
В 1225 году 7 тысяч литовцев захватили всю Торопецкую волость, опустошили села около Торжка, не дойдя до города только трёх верст, перебили многих купцов.
Ярославу, не получившему помощь из Новгорода, помогли, согласно новгородской летописи, новоторжцы, торопчане со своим князем Давыдом Мстиславичем (братом Мстислава Удатного) и Владимир с сыном. Согласно Лаврентьевской летописи, в 1224 году Юрий Всеволодович Владимирский посылал своего младшего брата Владимира и племянника Всеволода Константиновича в военный поход, однако, цель похода летопись не указывает, помещая событие между поставлением в Киеве митрополита Кирилла (произошедшим 6 января 1225 года) и битвой под Усвятом (до весны 1226 года). Однако, о детях Владимира ничего не известно, и в новгородской летописи речь может идти о брате Мстислава Удатного Владимире Мстиславиче и его сыне Ярославе.
Ярослав нагнал литовцев близ Усвята, разбил, перебил 2 тысячи человек и отнял добычу. Летопись сообщает о гибели в этом бою князя Давыда Мстиславича.
Вторжение 1225/26 стало первым, в котором литовцам противостояли силы Северо-Восточной Руси.